# Marina Abros'kina
Marina Nikolaevna Abros'kina, coniugata García (in russo Марина Николаевна Аброськина?; Volgograd, 31 marzo 1967 – 17 gennaio 2011), è stata una cestista sovietica con cittadinanza messicana, dal 1991 russa.

## Carriera
Con l'Unione Sovietica ha disputato i Campionati europei del 1989.